# بروخهاوزن
بروخهاوزن (به آلمانی: Bruchhausen) یک شهر در آلمان است که در Neuwied واقع شده‌است. بروخهاوزن ۹۳۸ نفر جمعیت دارد.